# Ait Saadelli
Ait Saadelli  (in arabo أيت سعدلي‎?) è un centro abitato e comune rurale del Marocco situato nella provincia di Khénifra, regione di Béni Mellal-Khénifra. Conta una popolazione di 2 540 abitanti (censimento 2014).